# 中心科學

Partial ordering of the sciences proposed by Balaban and Klein.

化學，常被稱為中心科學，原因是它連結了自然科學（其中包含化學）與生命科學和應用科學（如醫學和工程學）。這一關係的本質是化學哲學和科學計量學的核心話題之一。
化學這一用語因在《化學：中心科學》這本教科書中被使用而得到普及，此書由Theodore L. Brown和H. Eugene LeMay所著，於1977年第一次出版，2014年第13次再版。化學的中心地位可見於Auguste Comte對科學的系統化和層級化的劃分，其中每個學科為其後面的學科提供更加全面的框架（數學 → 天文學 → 物理 → 化學 → 生理學和醫學 → 社會科學）。 Balaban 和 Klein 近期提出一個顯示科學的偏序圖表，其中自化學產生了諸多學科，因此化學可稱得上是“中心科學”。 在形成這些聯繫的過程中，下級的領域「不可還原（性）」（哲學）生成上級的領域。但公認的是，下級領域可以衍生出上級領域所沒有的思想和概念。因此，化學建立在物理定律支配粒子（如原子，質子，電子，熱力學等）這一知識的基礎上，雖然目前為止化學還沒有被“完全「還原」至量子力學”。 元素的週期性和化學鍵等，是化學中基於物理基本力衍生出的概念。同樣的，生物學無法完全還原至化學，儘管事實上負責生命的組織由分子組成。  例如進化，用化學知識可以描述為生物體的DNA在基因的鹼基對級別上的突變。但是，化學無法充分地描述這一過程，因為它不包含驅使進化的概念，如自然選擇。化學是生物學的基礎，因為化學為研究和理解組成細胞的分子提供了方法。化學與其他學科產生的聯繫由不同的子學科通過多個學科的概念所形成。物理化學、核化學及理論化學等領域同時需要化學和物理。化學和生物學在諸多領域相交，例如生物化學、藥物化學、分子生物學、化學生物學、分子遺傳學及免疫化學。化學和地球科學在地球化學及水文地理學等領域相交。

## 材料科学
21世纪，材料科学（特别是纳米科学）也被学术界称为中心科学。材料科学的中心地位主要体现在两个方面：一方面是不少大学和科研院所的其他院系（例如化学、物理、电子、机械等）皆逐漸加入材料科研的行列，发表了大量材料类论文；另一方面是由于材料专业学生的多元化就业，他們在各行各业运用学到的材料科学知识或可推动社会进步。